# Jaskinia na Łopiankach Druga
Jaskinia na Łopiankach Druga, Jaskinia na Łopiankach II – jaskinia w dolnej części wąwozu Półrzeczki, na północ od wsi Mników. Pod względem geograficznym znajduje się na Garbie Tenczyńskim, na południowym skraju Wyżyny Krakowsko- Częstochowskiej.

## Opis obiektu
Jaskinia znajduje się w orograficznie prawych zboczach wąwozu, tuż przy jego wylocie do Doliny Sanki. Otwór znajduje się w ostatniej na południe, niewielkiej skale na poziomie dna doliny. Pod niskim okapem o szerokości 7 m znajduje się ciasny korytarz o długości 10 m.
Jaskinia powstała na luźnym rozwarstwieniu międzyławicowym w strefie wadycznej w skałach wapiennych pochodzących z jury późnej. Jest wilgotna i brak w niej przewiewu. W okolicy otwory na ścianach rozwijają się glony, mchy i porosty. Jaskinia jest ciemna i wilgotna, jej obfite  namulisko składa się z gliny i iłów. Z pajęczaków zanotowano występowanie  gatunków: Meta merianae, Porrhomma convexum, Trogulus tricarinatus, Leiobunum rupestre.

## Historia poznania i dokumentacji
Jaskinia jest znana od dawna. W latach 1880–1881 badał ją archeologicznie Gotfryd Ossowski. Znalazł w niej wyroby z kości, jednak wzbudziły one wątpliwości w świecie naukowców i ostatecznie uznano je za falsyfikaty (podobnie, jak inne wyroby z kości w jaskiniach okolic Mnikowa). W 1922 r. jaskinię zinwentaryzował J.Żurowski, w 1951 Kazimierz Kowalski. W 1981  M. Sanocka-Wołoszynowa badała florę pajęczaków. Obecny plan jaskini opracował M. Szelerewicz w 2010 r.